# Hyppa contrasta
Hyppa contrasta är en fjärilsart som beskrevs av Mcdunnough 1946. Hyppa contrasta ingår i släktet Hyppa och familjen nattflyn. Inga underarter finns listade i Catalogue of Life.